# Józef Kowalczyk

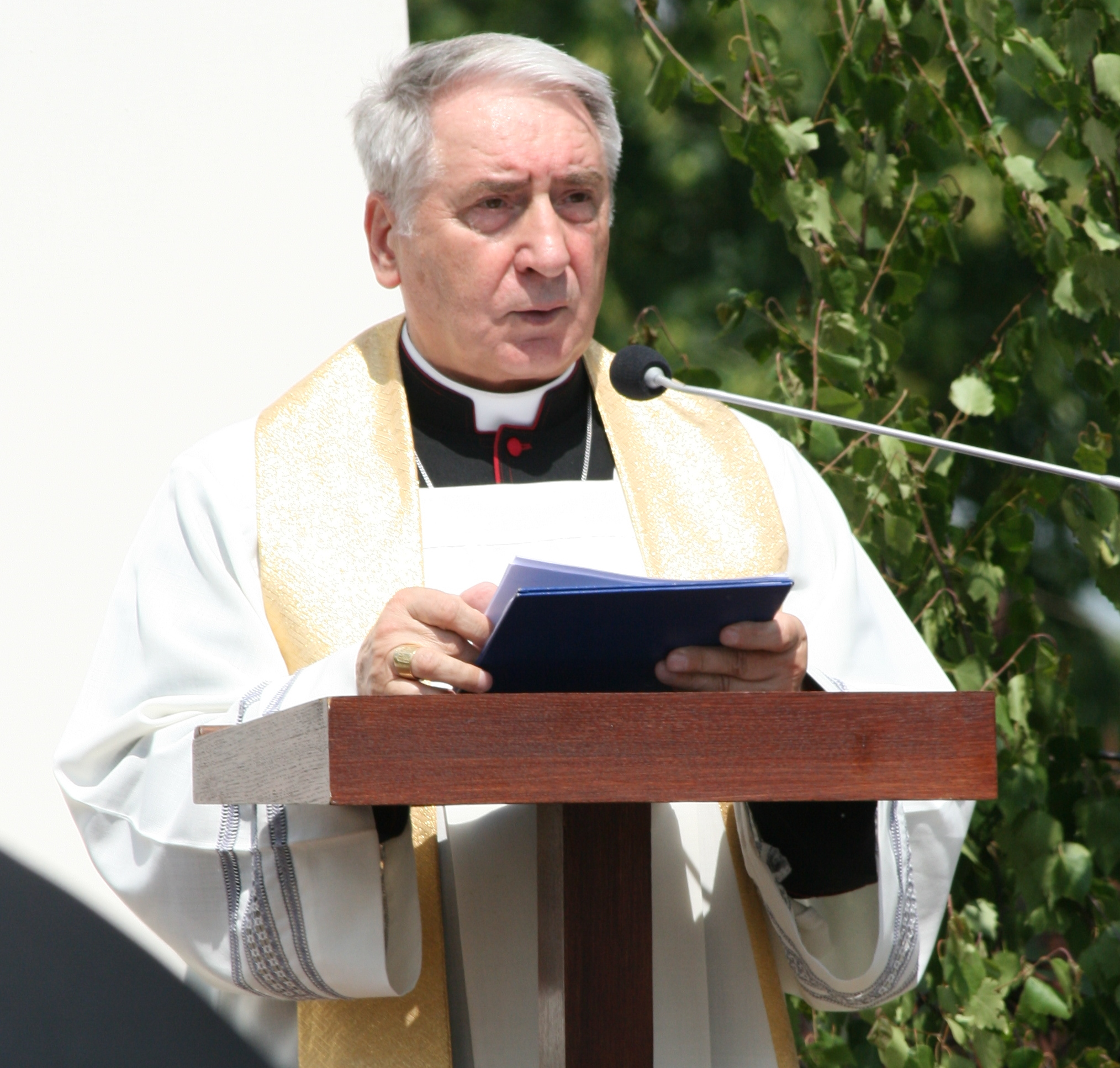
Józef Kowalczyk (2009)

Józef Kowalczyk (phát âm tiếng Ba Lan: [ˈjuzɛf kɔˈvalt͡ʂɨk] (sinh 1938) là một giám mục Công giáo La Mã của Ba Lan. Ông trước đó từng là luật sư và nhà ngoại giao của Tòa Thánh. Từ năm 1989 đến năm 2010, Józef Kowalczyk là Sứ thần Tòa thánh đầu tiên tại Ba Lan kể từ Chiến tranh thế giới thứ hai. Sau đó, ông giữ chức Tổng giám mục của Gniezno và cho đến khi nghỉ hưu vào năm 2014.
Józef Kowalczyk sinh ngày 28 tháng 8 năm 1938 tại làng Jadowniki Mokre gần Tarnów. Năm 1956, ông bắt đầu theo học tại Chủng viện Olsztyn, một cơ sở kế thừa của Collegium Hosianum. Ông được giám mục phụ tá Józef Drzazga truyền chức linh mục vào ngày 14 tháng 1 năm 1962 và được bổ nhiệm làm linh mục phó tại giáo xứ Chúa Ba Ngôi ở Kwidzyn ngay sau đó. Vào tháng 10 năm 1963, ông bắt đầu được đào tạo về giáo luật tại Đại học Công giáo Lublin và chuyển đến Rôma để tiếp tục học tại Đại học Giáo hoàng Gregorian. Tháng 2 năm 1965. Ông lấy bằng tiến sĩ giáo luật năm 1968 và bằng tốt nghiệp người bênh vực Rota Rôma năm 1971. Ông cũng nhận bằng nhân viên lưu trữ của Cơ quan lưu trữ bí mật Vatican.